# Diego Cocca
Diego Martín Cocca  (Buenos Aires, 11 de febrero de 1972) es un exfutbolista y director técnico argentino. Actualmente dirige al Atlas.
Como jugador, se desempeñó como defensa en varios de clubes de su país. En la temporada 2013-14 dirigió al club Defensa y Justicia, en donde consiguió el ascenso a Primera División por primera vez en su historia. Alcanzó notoriedad por dirigir al Racing Club en la temporada 2014, con el que logró conseguir el Torneo de Transición, cortando así con una racha de 13 años sin conquistar un título.
En México se haría conocido al dirigir al Atlas con el que logró el bicampeonato de la Liga MX en el ciclo 2021-22, esto luego de 70 años sin alzar el título de liga, también jugó en ése mismo equipo mexicano y algunos otros más de ése país.

## Su infancia
Oriundo de Buenos Aires, Argentina, Cocca se inclinó tempranamente por el deporte y fue socio de Ferro Carril Oeste, donde practicó básquetbol y tenis.

## Trayectoria

### Como jugador
Luego de hacer todas las inferiores en el club, debutó en la Primera División de Argentina en 1991 en River Plate llegando a jugar 25 partidos, marcar un gol y alcanzar un título.
Tras su contribución a la mejor campaña del Club Deportivo Español de Buenos Aires en primera división, pasa por Ferrocarril Oeste y Argentinos Juniors. A mediados de 1996 es transferido al UE Lleida de España pero regresa para jugar en Argentinos Juniors al año siguiente. En su segunda experiencia en el extranjero jugó en México para el Atlas de Guadalajara. En 2001 vuelve a Argentina para ser jugador de Banfield. Otra vez en México juega para el Club Deportivo Veracruz y nuevamente vuelve a Banfield.
En 2005 juega para el Querétaro Fútbol Club y en el mismo año vuelve a Argentinos Juniors para retirarse definitivamente del fútbol profesional en el Bicho en el 2006. Siempre fue un jugador que militó en equipos de primera división y de titular.

### Como entrenador

#### Comisión de Actividades Infantiles
En la temporada 2007-08, comenzó su carrera como entrenador dirigiendo a la Comisión de Actividades Infantiles en la Primera "B" Nacional, un equipo con pretensiones de no descender. Los resultados obtenidos, que dejaron a la CAI al borde de entrar a la liguilla para ascender, llamaron la atención de los equipos de Primera División. El 4 de junio de 2008, anunció que por razones familiares no renovaría su contrato que vencía a finales de mes.

#### Godoy Cruz
El 24 de octubre de 2008, fue oficializado como nuevo entrenador de Godoy Cruz. En su paso por el club mendocino, fue elogiado por el buen juego demostrado que le permitió terminar el Torneo Clausura 2009 entre los primeros puestos y salvarse del descenso. Sin embargo, al torneo siguiente, perdió varios integrantes importantes del equipo y tras una serie de partidos sin ganar, Cocca dejó su cargo algunas fechas antes de finalizar el Apertura 2009 en noviembre de 2009.

#### Gimnasia y Esgrima de La Plata
El 23 de diciembre de 2009 asume en Gimnasia y Esgrima de La Plata. Si bien pudo duplicar la cantidad de puntos que el equipo había conseguido en el torneo anterior, tuvo que disputar un partido por la promoción para conservar la categoría, donde el equipo consiguió prevalecer tras vencer a Atlético de Rafaela. No obstante, sufrió otra vez la pérdida de varios jugadores importantes y no encaminar al equipo durante el Apertura 2010. Finalmente, dejó su cargo el 29 de septiembre de 2010, tras una serie de malos resultados que situaban al club en zona de promoción.

#### Santos Laguna
El 21 de febrero de 2011 fue nombrado entrenador del Santos Laguna luego de que el entrenador Rubén Omar Romano fuera despedido por hacer un gesto insultante a los fanáticos del Santos luego de una derrota contra el Querétaro. El argentino tardó demasiado en acomodar al equipo a su característico estilo de juego y se convirtió en el peor DT debutante en la historia del club tras perder sus primeros seis juegos con el equipo entre la liga y la Liga de Campeones de la Concacaf. Después de una remontada importante de triunfos, perdió su oportunidad de clasificar en la liguilla y finalmente dejó su puesto el 3 de septiembre de 2011.

#### Huracán
El 29 de septiembre de 2011 se transformó en entrenador del recientemente descendido Club Atlético Huracán en la Primera B Nacional. Luego de 14 partidos donde ganó 4, empató 4 y perdió 6, fue despedido en febrero del 2012 tras una serie de malos resultados que dejaban mal situado al Globo en los promedios.

#### Defensa y Justicia
En junio de 2013, se convirtió en entrenador de Defensa y Justicia asumiendo el desafío de manejar un plantel recién formado, que mantuvo solo 3 jugadores titulares de la temporada anterior. El 14 de mayo de 2014, a cuatro fechas de la finalización del torneo, obtuvo el ascenso a la Primera División por primera vez en la historia del club luego de vencer a San Martín de San Juan por 1-0. Pese a haber logrado el ascenso, el entrenador anunció en mayo de 2014 que dejaría su cargo al final del torneo.

#### Racing Club
El 10 de junio de 2014 asumió como entrenador de Racing Club, con un plantel que venía de hacer una de las peores campañas de la historia de la institución. En diciembre de 2014, obtuvo el Torneo Transición 2014, cortó la sequía del club de 13 años sin levantar un trofeo y clasificó a la Copa Libertadores. En dicha competencia, el equipo alcanzaría los cuartos de final donde fueron eliminados por Guaraní. En octubre de 2015, anunció que dejaría su cargo una vez que concluyera la participación del equipo en el torneo local.

#### Millonarios FC
El 16 de agosto de 2016, después de la renuncia del uruguayo Rubén Israel, Cocca asumió como entrenador de Millonarios de Colombia. Tan sólo 12 días después de su contratación, Cocca debutaría en el Clásico Capitalino con victoria 1-2 ante Independiente Santa Fe. Durante su corta estadía en el club embajador alcanzó a dirigir 11 partidos, de los cuales ganó 7, empató 1 y perdió 3. Su equipo marcó 21 goles y recibió 14, alcanzando así un rendimiento del 66 por ciento.
Bajo su mando, Millos logró la clasificación a las fases finales de la Liga, pero luego quedó eliminado en cuartos de final. Venció 2-1 a Nacional en el partido de ida, pero en el encuentro de vuelta, en la ciudad de Medellín, su equipo cayó con marcador de 3-0. El jueves 22 de diciembre del año 2016 se confirmaría su salida del club colombiano.

#### Vuelta al Racing Club
Luego de la renuncia de Ricardo Zielinski, Cocca fue oficializado como entrenador de Racing Club e inició su segunda etapa en diciembre del 2016.
En su segunda etapa en Racing Club, el club estaba lejos de la lucha por el torneo y el ingreso a la Copa Libertadores de América. Sin embargo, Cocca logra darle la regularidad que había perdido el equipo. En las últimas tres fechas tenía difíciles compromisos ante Colón, River Plate y Banfield respectivamente, equipos que estaban por encima en la lucha por el ingreso a la Copa. Sin embargo, La Academia consigue los 9 puntos y luego de ganarle a Banfield esperó los resultados de San Lorenzo e Independiente, que jugaron al día siguiente. El primero empató con Talleres en Córdoba, por lo que quedó fuera de la Copa, mientras que Independiente no pudo batir a Lanús en Avellaneda y solo clasificó a la Copa Sudamericana. De esta manera, Racing ante todo pronóstico clasifica a la Copa Libertadores 2018. Cocca en su vuelta al club -disputó sólo la segunda mitad del torneo- obtiene 34 puntos de 45 disputados y termina el torneo en 4° puesto, a 8 puntos del campeón Boca Juniors.
Durante 2017, el equipo no consiguió alcanzar los objetivos propuestos: fue eliminado de la Copa Sudamericana, también de la Copa Argentina, quedó lejos de la punta del campeonato local, no ingresó en zona de Libertadores 2019 y tampoco en la clasificación de la Sudamericana. Si bien se revitalizó un poco cuando después de 6 meses recuperó a Lautaro Martínez y alcanzó el triunfo ante el puntero Boca, por 2-1 en la Bombonera en la fecha siguiente de la Superliga, perdió el clásico con Independiente. Este hecho terminó de marcar el final de la etapa del entrenador de Racing, que renunció el 27 de noviembre de 2017. Roces internos, poco diálogo con el periodismo, malas incorporaciones, y falta de fútbol fueron algunas de las cuestiones por la que el DT decidió dar un paso al costado, pese al apoyo de la dirigencia y a haber terminado siendo, matemáticamente hablando, uno de los DT más efectivos de la historia de Racing Club de Avellaneda.

#### Tijuana
El 7 de diciembre de 2017, fue confirmado como entrenador del Club Tijuana.En el Clausura 2018, llegó a las instancias decisivas, aunque perdió en las semifinales ante el Toluca.Luego de una serie de malos resultados, fue despedido en octubre de 2018.

#### Rosario Central
El 19 de marzo de 2019, fue oficializado como entrenador de Rosario Central.En mayo del mismo año, disputó la Supercopa Argentina y cayó en los penales ante Boca Juniors.Durante la temporada 2019-20, el club finalizaría en la séptima posición, salvándose del descenso y clasificando a la Copa Sudamericana.El 16 de junio de 2020, dejó su cargo luego de no llegar a un acuerdo para la renovación de su contrato.

#### Atlas Fútbol Club
El 11 de agosto de 2020, Atlas anunció la contratación de Cocca como nuevo entrenador. En su tercer torneo en el club, llevó a la institución a un momento histórico, ya que rompió la sequía más larga sin títulos de un equipo en la Liga MX (70 años) y se consagró campeón del Torneo Apertura 2021. Unos meses más tarde, el argentino logró el bicampeonato en México y el club pasó a la historia para convertirse en el tercer equipo que lo lograba en los torneos cortos. En septiembre del 2022, Atlas acordó su salida luego de los malos resultados conseguidos en la Liga MX.

#### Club Tigres
El 16 de noviembre de 2022, Tigres anunció la llegada de Cocca como nuevo entrenador a partir del año 2023. Sin embargo, el 9 de febrero, el argentino selló su salida del club para dirigir a la Selección de México.

#### Selección de México
El 10 de febrero de 2023, Cocca fue nombrado entrenador de México, un día después de dejar su cargo en Tigres UANL. El 19 de junio de 2023, luego de una floja actuación en las finales de la Liga de Naciones de la Concacaf 2022-23, la FMF anunció que el argentino había sido relevado de sus funciones.

#### Real Valladolid
El 14 de diciembre de 2024, asumió al frente del Real Valladolid hasta el final de la temporada.No obstante, el 17 de febrero de 2025, fue destituido de su cargo después de dirigir solamente ocho encuentros, en los que obtuvo 1 victoria y 7 derrotas.

#### Talleres
El 28 de mayo de 2025, fue anunciado como técnico de Talleres. Sin embargo, 41 días después, presentó su renuncia al cargo tras manifestar diferencias con la dirigencia del club por la falta de refuerzos para afrontar el Torneo Clausura.

#### Nueva etapa en Atlas Fútbol Club
El 12 de agosto de 2025, inició su segundo ciclo al frente del Atlas.

## Selección Sub-20
Jugó la Copa Mundial de Fútbol Juvenil de 1991, en Portugal en donde la Selección de fútbol de Argentina quedó eliminada en primera ronda.
Fue titular frente a la Selección de fútbol de Corea (donde había jugadores tanto de Corea del Sur como de Corea del Norte) en la derrota por 1-0 y Portugal donde Argentina perdió por 3-0, mientras que quedó relegado al banco de suplentes en el último partido frente a Irlanda.

## Clubes y estadísticas

### Como jugador
| Club                  | País                | Año                 | Partidos | Goles |
| --------------------- | ------------------- | ------------------- | -------- | ----- |
| River Plate           | Argentina           | 1990-1992           | 25       | 1     |
| Deportivo Español     | Argentina           | 1993                | 18       | 0     |
| Ferro Carril Oeste    | Argentina           | 1994-1996           | 74       | 0     |
| Unió Esportiva Lleida | España              | 1996-1997           | 11       | 0     |
| Argentinos Juniors    | Argentina           | 1997-1999           | 72       | 1     |
| Atlas de Guadalajara  | México              | 1999-2001           | 81       | 1     |
| Banfield              | Argentina           | 2001-2002           | 48       | 0     |
| Veracruz              | México              | 2003-2004           | 50       | 1     |
| Banfield              | Argentina           | 2004                | 48       | 0     |
| Querétaro             | México              | 2005                | 18       | 0     |
| Argentinos Juniors    | Argentina           | 2005-2006           | 14       | 0     |
| Total en su carrera   | Total en su carrera | Total en su carrera | 460      | 4     |

### Como entrenador

#### Clubes
| Equipo                       | Div.         | Temporada    | Liga  | Liga | Liga | Liga | Liga |       | Copa | Copa | Copa | Copa  |    | Internacional | Internacional | Internacional | Internacional | Internacional |   | Otros | Otros | Otros | Otros |     | Totales     | Totales | Totales | Totales | Totales | Totales | Totales | Totales |
| Equipo                       | Div.         | Temporada    | Part. | G    | E    | P    | Pos. | Part. | G    | E    | P    | Part. | G  | E             | P             | Pos.          | Part.         | G             | E | P     | Part. | G     | E     | P   | Rendimiento | GF      | GC      | Dif.    |         |         |         |         |
| ---------------------------- | ------------ | ------------ | ----- | ---- | ---- | ---- | ---- | ----- | ---- | ---- | ---- | ----- | -- | ------------- | ------------- | ------------- | ------------- | ------------- | - | ----- | ----- | ----- | ----- | --- | ----------- | ------- | ------- | ------- | ------- | ------- | ------- | ------- |
| C.A.I. Argentina             | 2.ª          | 2007-08      | 27    | 11   | 7    | 9    | Inc. | -     | -    | -    | -    | -     | -  | -             | -             | -             | -             | -             | - | -     | 27    | 11    | 7     | 9   | 49.38%      | 40      | 35      | +5      |         |         |         |         |
| C.A.I. Argentina             | Total        | Total        | 27    | 11   | 7    | 9    | -    | -     | -    | -    | -    | -     | -  | -             | -             | -             | -             | -             | - | -     | 27    | 11    | 7     | 9   | 49.38%      | 40      | 35      | +5      |         |         |         |         |
| Godoy Cruz Argentina         | 1.ª          | 2008-09      | 26    | 10   | 8    | 8    | 9.º  | -     | -    | -    | -    | -     | -  | -             | -             | -             | -             | -             | - | -     | 26    | 10    | 8     | 8   | 48.72%      | 30      | 32      | -2      |         |         |         |         |
| Godoy Cruz Argentina         | 1.ª          | 2009-10      | 12    | 2    | 4    | 6    | Inc. | -     | -    | -    | -    | -     | -  | -             | -             | -             | -             | -             | - | -     | 12    | 2     | 4     | 6   | 27.78%      | 12      | 20      | -8      |         |         |         |         |
| Godoy Cruz Argentina         | Total        | Total        | 38    | 12   | 12   | 14   | -    | -     | -    | -    | -    | -     | -  | -             | -             | -             | -             | -             | - | -     | 38    | 12    | 12    | 14  | 42.11%      | 42      | 52      | -10     |         |         |         |         |
| Gimnasia (LP) Argentina      | 1.ª          | 2009-10      | 19    | 6    | 6    | 7    | 16.º | -     | -    | -    | -    | -     | -  | -             | -             | -             | 2             | 1             | 0 | 1     | 21    | 7     | 6     | 8   | 42.85%      | 24      | 31      | -7      |         |         |         |         |
| Gimnasia (LP) Argentina      | 1.ª          | 2010-11      | 8     | 1    | 2    | 5    | Inc. | -     | -    | -    | -    | -     | -  | -             | -             | -             | -             | -             | - | -     | 8     | 1     | 2     | 5   | 20.83%      | 3       | 8       | -5      |         |         |         |         |
| Gimnasia (LP) Argentina      | Total        | Total        | 27    | 7    | 8    | 12   | -    | -     | -    | -    | -    | -     | -  | -             | -             | -             | 2             | 1             | 0 | 1     | 29    | 8     | 8     | 13  | 36.79%      | 27      | 39      | -12     |         |         |         |         |
| Santos Laguna · México       | 1.ª          | 2011-C       | 8     | 3    | 0    | 5    | 9.º  | -     | -    | -    | -    | 3     | 2  | 0             | 1             | 1/4           | -             | -             | - | -     | 11    | 5     | 0     | 6   | 45.45%      | 21      | 18      | +3      |         |         |         |         |
| Santos Laguna · México       | Total        | Total        | 8     | 3    | 0    | 5    | -    | -     | -    | -    | -    | 3     | 2  | 0             | 1             | -             | -             | -             | - | -     | 11    | 5     | 0     | 6   | 45.45%      | 21      | 18      | +3      |         |         |         |         |
| Huracán Argentina            | 2.ª          | 2011-12      | 14    | 4    | 4    | 6    | Inc. | 1     | 0    | 1    | 0    | -     | -  | -             | -             | -             | -             | -             | - | -     | 15    | 4     | 5     | 6   | 37.78%      | 15      | 17      | -2      |         |         |         |         |
| Huracán Argentina            | Total        | Total        | 14    | 4    | 4    | 6    | -    | 1     | 0    | 1    | 0    | -     | -  | -             | -             | -             | -             | -             | - | -     | 15    | 4     | 5     | 6   | 37.78%      | 15      | 17      | -2      |         |         |         |         |
| Defensa y Justicia Argentina | 2.ª          | 2013-14      | 42    | 21   | 12   | 9    | 2.º  | 1     | 0    | 1    | 0    | -     | -  | -             | -             | -             | -             | -             | - | -     | 43    | 21    | 13    | 9   | 58.92%      | 68      | 46      | +22     |         |         |         |         |
| Defensa y Justicia Argentina | Total        | Total        | 42    | 21   | 12   | 9    | -    | 1     | 0    | 1    | 0    | -     | -  | -             | -             | -             | -             | -             | - | -     | 43    | 21    | 13    | 9   | 58.92%      | 68      | 46      | +22     |         |         |         |         |
| Racing Club Argentina        | 1.ª          | 2014         | 19    | 13   | 2    | 4    | 1.º  | 2     | 1    | 0    | 1    | -     | -  | -             | -             | -             | -             | -             | - | -     | 21    | 14    | 2     | 5   | 69.84%      | 31      | 17      | +14     |         |         |         |         |
| Racing Club Argentina        | 1.ª          | 2015         | 30    | 16   | 9    | 5    | 4.º  | 5     | 3    | 1    | 1    | 10    | 5  | 2             | 3             | 1/4           | 3             | 2             | 0 | 1     | 48    | 26    | 12    | 10  | 62.5%       | 70      | 40      | +30     |         |         |         |         |
| Millonarios · Colombia       | 1.ª          | 2016-F       | 11    | 7    | 1    | 3    | 1/4  | -     | -    | -    | -    | -     | -  | -             | -             | -             | -             | -             | - | -     | 11    | 7     | 1     | 3   | 66.67%      | 21      | 14      | +7      |         |         |         |         |
| Millonarios · Colombia       | Total        | Total        | 11    | 7    | 1    | 3    | -    | -     | -    | -    | -    | -     | -  | -             | -             | -             | -             | -             | - | -     | 11    | 7     | 1     | 3   | 66.67%      | 21      | 14      | +7      |         |         |         |         |
| Racing Club Argentina        | 1.ª          | 2016-17      | 16    | 11   | 1    | 4    | 4.º  | -     | -    | -    | -    | 8     | 3  | 4             | 1             | 1/4           | -             | -             | - | -     | 24    | 14    | 5     | 5   | 65.27%      | 39      | 30      | +9      |         |         |         |         |
| Racing Club Argentina        | 1.ª          | 2017-18      | 10    | 3    | 3    | 4    | Inc. | 2     | 1    | 0    | 1    | -     | -  | -             | -             | -             | -             | -             | - | -     | 12    | 4     | 3     | 5   | 41.66%      | 14      | 16      | -2      |         |         |         |         |
| Racing Club Argentina        | Total        | Total        | 75    | 43   | 15   | 17   | -    | 9     | 5    | 1    | 3    | 18    | 8  | 6             | 4             | -             | 3             | 2             | 0 | 1     | 105   | 58    | 22    | 25  | 62.22%      | 154     | 103     | +51     |         |         |         |         |
| Club Tijuana · México        | 1.ª          | 2018-C       | 21    | 8    | 8    | 5    | 1/2  | -     | -    | -    | -    | 4     | 1  | 1             | 2             | 1/4           | -             | -             | - | -     | 25    | 9     | 9     | 7   | 48%         | 27      | 25      | +2      |         |         |         |         |
| Club Tijuana · México        | 1.ª          | 2018-A       | 14    | 4    | 4    | 6    | Inc. | 6     | 2    | 1    | 3    | -     | -  | -             | -             | -             | -             | -             | - | -     | 20    | 6     | 5     | 9   | 38.33%      | 16      | 23      | -7      |         |         |         |         |
| Club Tijuana · México        | Total        | Total        | 35    | 12   | 12   | 11   | -    | 6     | 2    | 1    | 3    | 4     | 1  | 1             | 2             | -             | -             | -             | - | -     | 45    | 15    | 14    | 16  | 43.7%       | 43      | 48      | -5      |         |         |         |         |
| Rosario Central Argentina    | 1.ª          | 2018-19      | 2     | 1    | 0    | 1    | 20.º | 2     | 1    | 0    | 1    | 4     | 1  | 1             | 2             | FG            | 1             | 0             | 1 | 0     | 9     | 3     | 2     | 4   | 40.74%      | 9       | 12      | -3      |         |         |         |         |
| Rosario Central Argentina    | 1.ª          | 2019-20      | 23    | 9    | 9    | 5    | 9.º  | 1     | 0    | 0    | 1    | -     | -  | -             | -             | -             | -             | -             | - | -     | 24    | 9     | 9     | 6   | 50%         | 32      | 32      | +0      |         |         |         |         |
| Rosario Central Argentina    | Total        | Total        | 25    | 10   | 9    | 6    | -    | 3     | 1    | 0    | 2    | 4     | 1  | 1             | 2             | -             | 1             | 0             | 1 | 0     | 33    | 12    | 11    | 10  | 47.47%      | 41      | 44      | -3      |         |         |         |         |
| Atlas · México               | 1.ª          | 2020-A       | 11    | 3    | 2    | 6    | 16.º | -     | -    | -    | -    | -     | -  | -             | -             | -             | -             | -             | - | -     | 11    | 3     | 2     | 6   | 33.33%      | 8       | 11      | -3      |         |         |         |         |
| Atlas · México               | 1.ª          | 2021-C       | 20    | 9    | 4    | 7    | 1/4  | -     | -    | -    | -    | -     | -  | -             | -             | -             | -             | -             | - | -     | 20    | 9     | 4     | 7   | 51.67%      | 22      | 16      | +6      |         |         |         |         |
| Atlas · México               | 1.ª          | 2021-A       | 23    | 10   | 7    | 6    | 1.º  | -     | -    | -    | -    | -     | -  | -             | -             | -             | -             | -             | - | -     | 23    | 10    | 7     | 6   | 53.62%      | 26      | 15      | +11     |         |         |         |         |
| Atlas · México               | 1.ª          | 2022-C       | 23    | 10   | 7    | 6    | 1.º  | -     | -    | -    | -    | -     | -  | -             | -             | -             | 1             | 0             | 1 | 0     | 24    | 10    | 8     | 6   | 52.78%      | 34      | 25      | +9      |         |         |         |         |
| Atlas · México               | 1.ª          | 2022-A       | 17    | 3    | 4    | 10   | 17.º | -     | -    | -    | -    | -     | -  | -             | -             | -             | -             | -             | - | -     | 17    | 3     | 4     | 10  | 25.49%      | 16      | 27      | -11     |         |         |         |         |
| Tigres UANL · México         | 1.ª          | 2023-C       | 5     | 3    | 2    | 0    | Inc. | -     | -    | -    | -    | -     | -  | -             | -             | -             | -             | -             | - | -     | 5     | 3     | 2     | 0   | 73.33%      | 9       | 2       | +7      |         |         |         |         |
| Tigres UANL · México         | Total        | Total        | 5     | 3    | 2    | 0    | -    | -     | -    | -    | -    | -     | -  | -             | -             | -             | -             | -             | - | -     | 5     | 3     | 2     | 0   | 73.33%      | 9       | 2       | +7      |         |         |         |         |
| Real Valladolid · España     | 1.ª          | 2024-25      | 7     | 1    | 0    | 6    | Inc. | 1     | 0    | 0    | 1    | -     | -  | -             | -             | -             | -             | -             | - | -     | 8     | 1     | 0     | 7   | 12.5%       | 5       | 21      | -16     |         |         |         |         |
| Real Valladolid · España     | Total        | Total        | 7     | 1    | 0    | 6    | -    | 1     | 0    | 0    | 1    | -     | -  | -             | -             | -             | -             | -             | - | -     | 8     | 1     | 0     | 7   | 12.5%       | 5       | 21      | -16     |         |         |         |         |
| Atlas · México               | 1.ª          | 2025-A       | 1     | 0    | 1    | 0    | -    | -     | -    | -    | -    | -     | -  | -             | -             | -             | -             | -             | - | -     | 1     | 0     | 1     | 0   | 33.33%      | 3       | 3       | +0      |         |         |         |         |
| Atlas · México               | Total        | Total        | 95    | 35   | 25   | 35   | -    | -     | -    | -    | -    | -     | -  | -             | -             | -             | 1             | 0             | 1 | 0     | 96    | 35    | 26    | 35  | 45.49%      | 109     | 97      | +12     |         |         |         |         |
| Total clubes                 | Total clubes | Total clubes | 409   | 169  | 107  | 133  | -    | 21    | 8    | 4    | 9    | 29    | 12 | 8             | 9             | -             | 7             | 3             | 2 | 2     | 466   | 192   | 121   | 153 | 49.86%      | 595     | 536     | +59     |         |         |         |         |
| 1. 2. 3.                     |              |              |       |      |      |      |      |       |      |      |      |       |    |               |               |               |               |               |   |       |       |       |       |     |             |         |         |         |         |         |         |         |

#### Selección
| México              | 2023                | 4   | 2   | 1   | 1   | 3.º | -  | - | - | - | -  | -  | - | - | - | 3  | 1 | 2 | 0 | 7   | 3   | 3   | 1   | 57.15% | 10  | 8   | +2  |
| Total selección     | Total selección     | 4   | 2   | 1   | 1   | -   | -  | - | - | - | -  | -  | - | - | - | 3  | 1 | 2 | 0 | 7   | 3   | 3   | 1   | 57.15% | 10  | 8   | +2  |
| Total en su carrera | Total en su carrera | 413 | 171 | 108 | 134 | -   | 21 | 8 | 4 | 9 | 29 | 12 | 8 | 9 | - | 10 | 4 | 4 | 2 | 473 | 195 | 124 | 154 | 49.97% | 605 | 544 | +61 |

#### Resumen estadístico
| Competición                      | Partidos | Ganados | Empatados | Perdidos | Ganados % | Resultado              |
| Clubes                           | Clubes   | Clubes  | Clubes    | Clubes   | Clubes    | Clubes                 |
| -------------------------------- | -------- | ------- | --------- | -------- | --------- | ---------------------- |
| Primera División de Argentina    | 170      | 75      | 44        | 51       | 52.75%    | Campeón                |
| Primera B Nacional               | 83       | 36      | 23        | 24       | 52.61%    | Subcampeón             |
| Copa Argentina                   | 11       | 5       | 3         | 3        | 54.54%    | Semifinales            |
| Copa de la Superliga Argentina   | 3        | 1       | 0         | 2        | 33.33%    | Primera fase           |
| Supercopa Argentina              | 1        | 0       | 1         | 0        | 33.33%    | Subcampeón             |
| Liga MX                          | 143      | 53      | 39        | 51       | 46.15%    | Campeón                |
| Copa MX                          | 6        | 2       | 1         | 3        | 38.89%    | Octavos de final       |
| Supercopa de la Liga MX          | 1        | 0       | 1         | 0        | 33.33%    | Subcampeón             |
| Categoría Primera A              | 11       | 7       | 1         | 3        | 66.67%    | Cuartos de final       |
| LaLiga                           | 7        | 1       | 0         | 6        | 14.29%    | 20.º lugar             |
| Copa del Rey                     | 1        | 0       | 0         | 1        | 0%        | Dieciseisavos de final |
| Copa Libertadores                | 14       | 6       | 3         | 5        | 50%       | Cuartos de final       |
| Copa Sudamericana                | 8        | 3       | 4         | 1        | 54.17%    | Cuartos de final       |
| Liga de Campeones de la Concacaf | 7        | 3       | 1         | 3        | 47.62%    | Cuartos de final       |
| Total clubes                     | 466      | 192     | 121       | 153      | 49.86%    | 4 Títulos              |
| Selección                        |          |         |           |          |           |                        |
| Liga de Naciones Concacaf        | 4        | 2       | 1         | 1        | 58.33%    | Semifinales            |
| Amistosos                        | 3        | 1       | 2         | 0        | 55.55%    | +1 PG                  |
| Total selección                  | 7        | 3       | 3         | 1        | 57.15%    | Sin Títulos            |
| Total en su carrera              | 473      | 195     | 124       | 154      | 49.97%    | 4 Títulos              |

## Palmarés

### Como jugador

#### Campeonatos nacionales
| Título           | Club        | País      | Año    |
| ---------------- | ----------- | --------- | ------ |
| Primera División | River Plate | Argentina | A-1991 |

### Como entrenador

#### Campeonatos nacionales
| Título               | Club        | País      | Año    |
| -------------------- | ----------- | --------- | ------ |
| Primera División     | Racing Club | Argentina | 2014   |
| Liga MX              | Atlas       | México    | A-2021 |
| Liga MX              | Atlas       | México    | C-2022 |
| Campeón de Campeones | Atlas       | México    | 2022   |

### Distinciones individuales
| Distinción                                              | Año  |
| ------------------------------------------------------- | ---- |
| Balón de Oro al Mejor Técnico de la Liga Mexicana       | 2022 |
| Elegido Técnico del equipo All-Star de la Liga Mexicana | 2022 |